# 莫拉司亭
莫拉司亭（molgramostim），是一种重組粒细胞-巨噬细胞集落刺激因子，作免疫兴奋药之用，亦常與白細胞介素-2 、13-順式維A酸等合用於治療神經母細胞瘤高風險兒童患者。莫拉司亭在臨床上有較好的療效，但不能排除其可能為腫瘤的生長因子，特別是由骨髓細胞產生的腫瘤，如急性髓細胞性白血病及慢性髓細胞性白血病等。